# Besnik Mustafaj

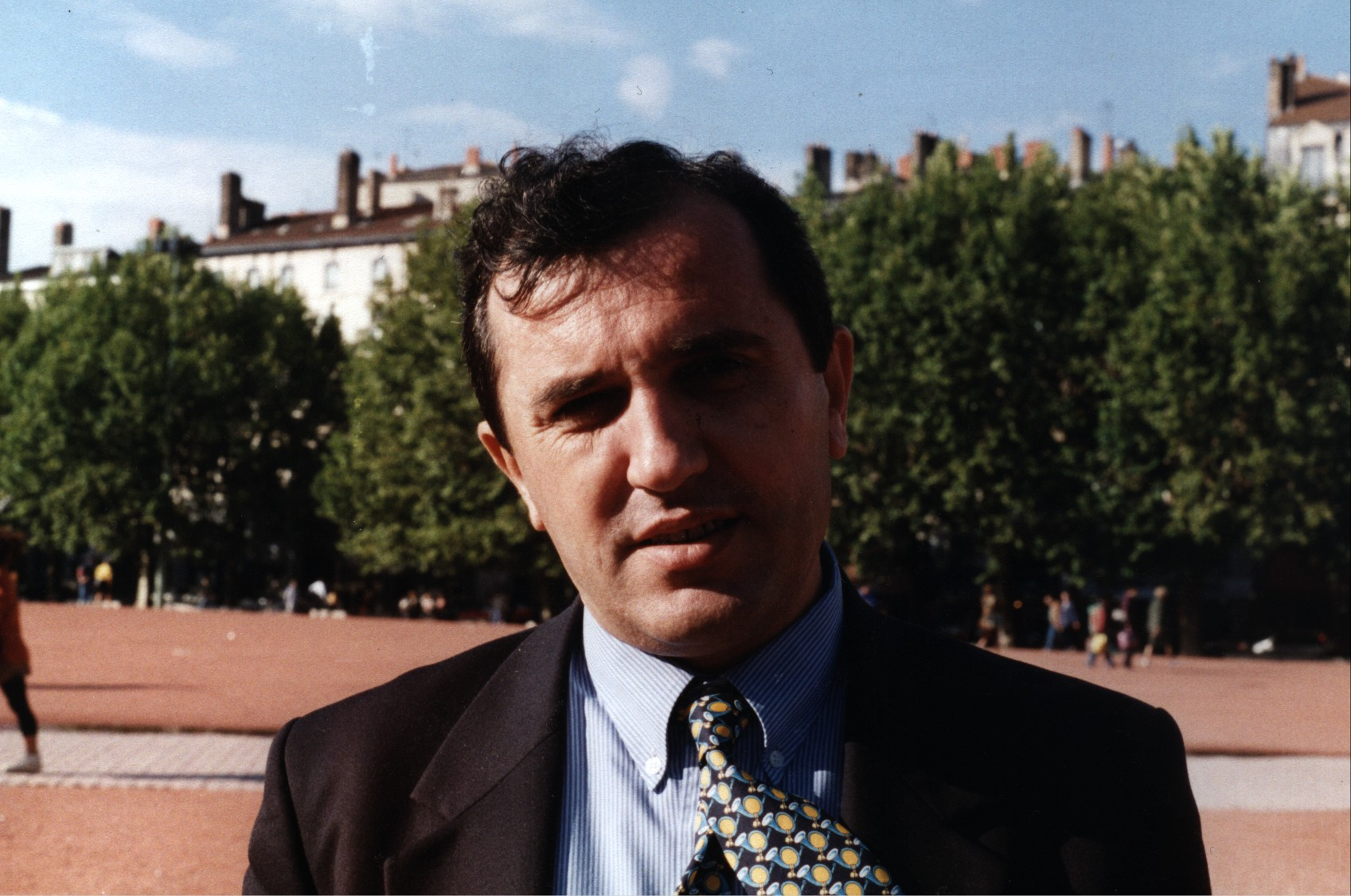
Besnik Mustafaj 1995 in Frankreich

Besnik Bajram Mustafaj (* 23. September 1958 in Bajram Curri) ist ein albanischer Schriftsteller und ehemaliger Außenminister des Landes.
Besnik Mustafaj absolvierte nach seiner Schulzeit ein philologisches Studium und promovierte 1982 im Fachbereich Französische Sprache und Literatur. Von 1983 bis 1991 arbeitete er als Dozent und Lektor für fremdsprachige Literatur an der Universität Tirana. Darüber hinaus war er als Schriftsteller und Übersetzer tätig.
1990 war er Mitbegründer der Demokratischen Partei Albaniens. Er gehört seit 1991 dem albanischen Parlament an. In den Jahren 1992 bis 1997 vertrat Mustafaj sein Heimatland als Botschafter in Frankreich und war gleichzeitig handlungsbevollmächtigter Repräsentant Albaniens bei der UNESCO. Von 2001 bis 2005 leitete er die ständige Delegation Albaniens beim Europäischen Parlament. 
Von 2005 bis 2007 war er unter Sali Berisha Außenminister der Republik Albanien.
Besnik Mustafaj ist Autor mehrerer wissenschaftlicher Bücher zur Poetik und Ästhetik. Er ist verheiratet und Vater von zwei Kindern.

## Werke
- Kleine Saga aus dem Kerker (Roman). Frankfurter Verlagsanstalt, Frankfurt am Main 1997, ISBN 3-627-00057-9.
- Albanien – Zwischen Verbrechen und Schein (Essays). Frankfurter Verlagsanstalt, Frankfurt am Main 1997, ISBN 3-627-00058-7.